# دومنیکو گوئیدی
دومنیکو گوئیدی (ایتالیایی: Domenico Guidi؛ ‏ ۶ ژوئن ۱۶۲۵ – ۲۸ مارس ۱۷۰۱) مجسمه‌ساز اهل ایتالیا بود.
تندیس «فرشته با زوبین» بر روی پل سانت‌آنجلو از آثار اوست.
گوئیدی که از حامیان مهم «آکادمی فرانسه در رم» بود، این افتخار را دریافت کرد که یک تندیس مرمری از لوئی چهاردهم با عنوان «شهرت پادشاه» بسازد که به کاخ ورسای فرستاده شد و در محوطهٔ پارک این کاخ جای گرفت.